# 태종 이방원 합성물
태종 이방원 합성물은 KBS 1TV 대하드라마 태종 이방원을 합성한 영상들이다. 주요 제작자는 2021 야팬과 지란이와 성니메, 영상사진맛집, 이류말벌TV 등이 있다.